# 東北新幹線脫軌事故
JR東北新幹線脫軌事故（日语：東北新幹線脱線事故）是2022年（令和4年）3月16日晚上，因2022年福島地震造成東北新幹線發生的鐵道出軌事故，由東京開往仙台的「山彥號」223次東北新幹線特急列車，於在福島站和白石藏王站之間的的高架橋上遇上地震並脫軌，有列車車廂出現傾側。

## 概要
2022年（令和4年）3月16日23時36分，2022年福島地震的主震發生，該地震芮氏規模7.4，最大震度6強。此時，東北新幹線「山彥223號」位於福島=白石藏王站間；全列車17節車廂除13號車廂外均在地震中脫軌，造成車上80人中6人受傷。
事故列車是由兩組電聯車併結，1至10號車為H5系H2編組，11至17號車為E6系Z9編組，當中1號車朝向東京方向。發生脫軌事故的路段為高架橋，速限320公里/小時。
地震發生後4小時，乘客被引導下車，步行約1公里到高架橋的業務用樓梯，再由巴士接駁離開。

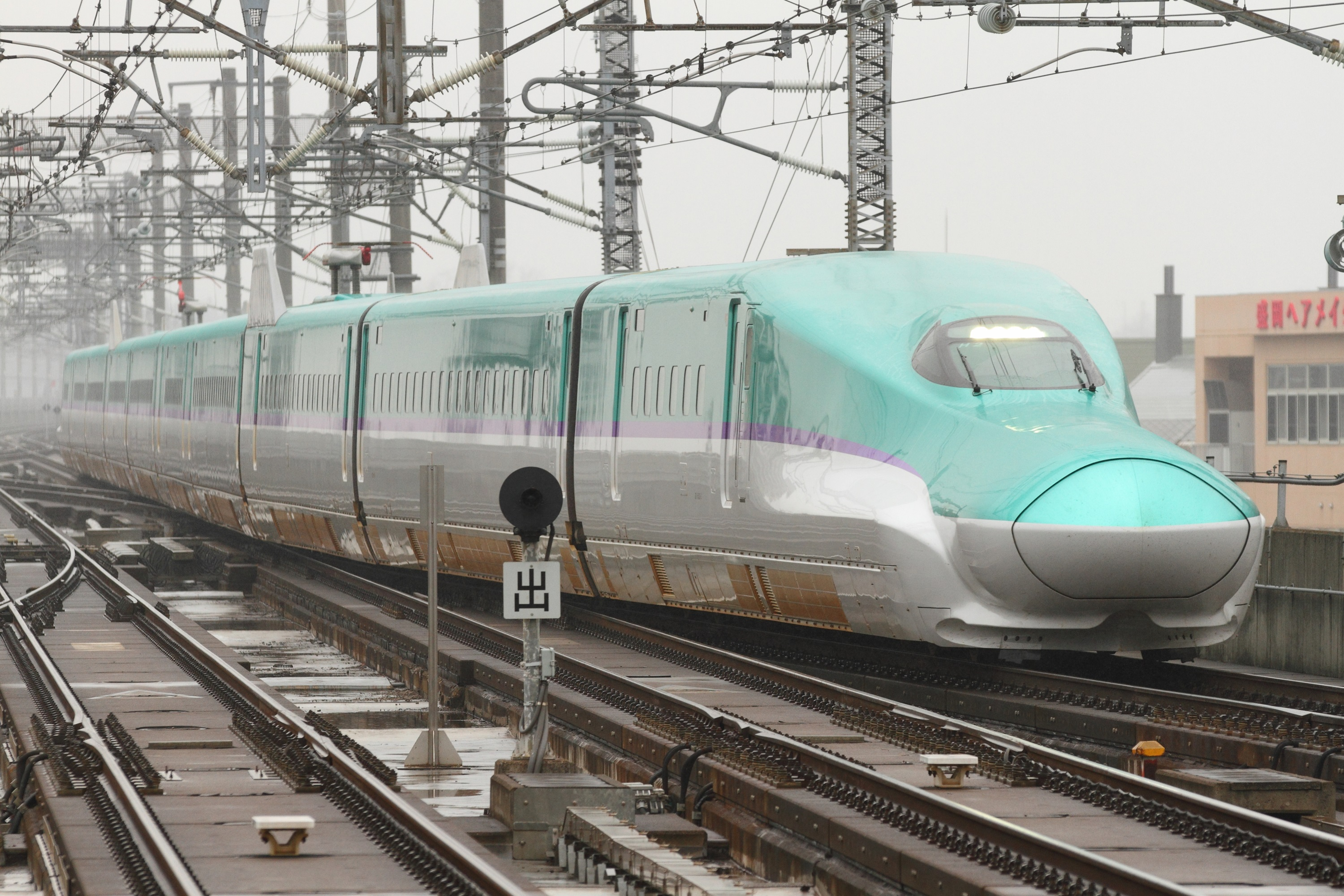
涉事的H5系H2編组 (2015年11月17日 盛岡站)
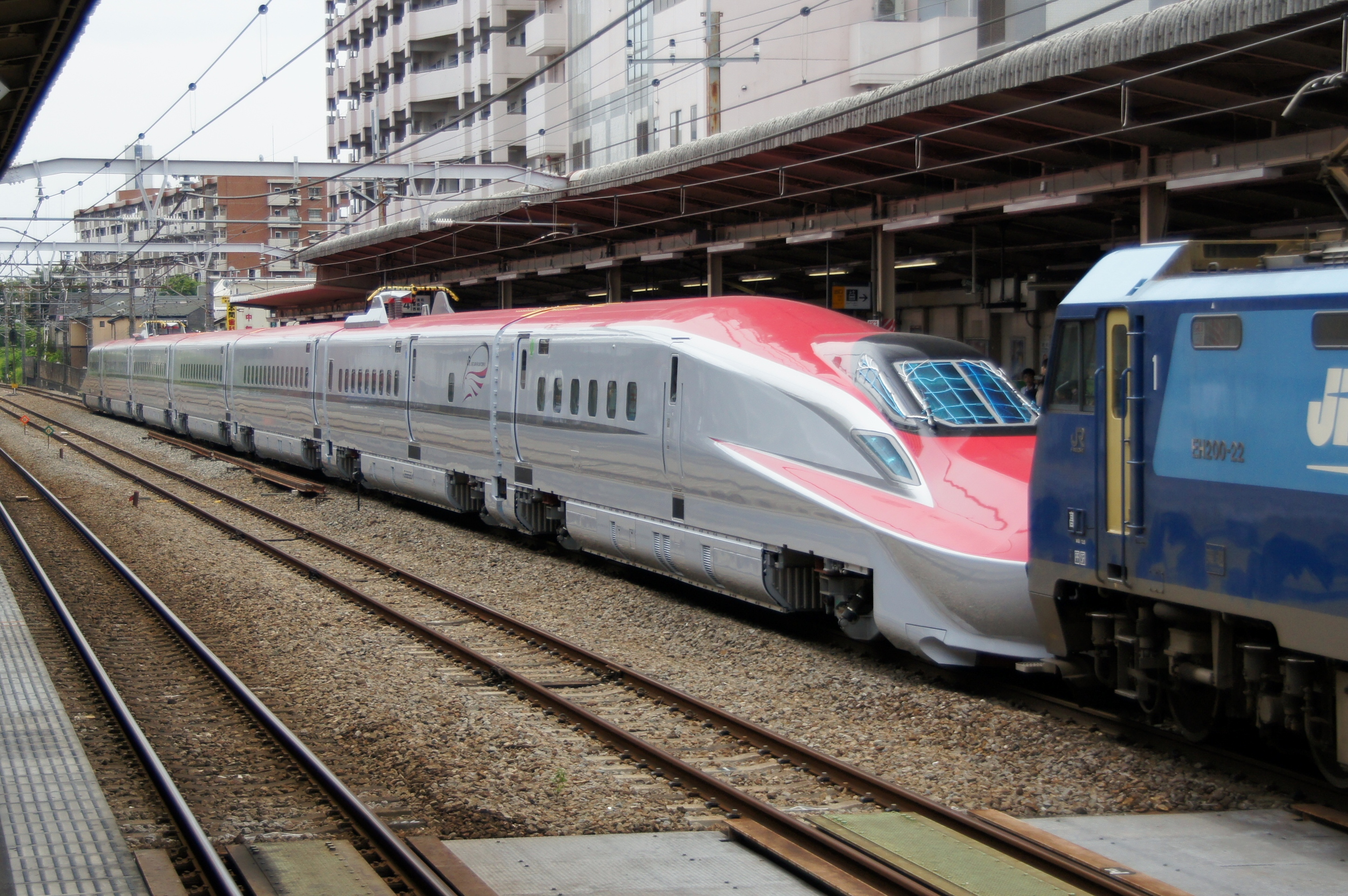
正由EH200型機車牽引通過西國分寺站的E6系Z9編組 （2013年6月1日）

## 調查
運輸安全委員會在事故發生後迅速介入調查，最終在2024年3月28日發布調查報告。
根據運轉状況記録装置與地震報告，還原了列車自福島出發後的情況如下
- 23時26分，列車晚點5分鐘自福島發車
- 23時32分33.4秒，列車因接近白石藏王開始減速，此時車速為315公里/小時
- 23時34分27.0秒，前震發生，震央位於北緯37度40.8分、東経141度36.3分的海底，深度57公里，芮氏規模6.1，最大震度5弱
- 23時34分46.6秒，因為大約1秒前檢測到地震（實為前震），電車線停止送電，觸發列車上的停電感測煞車（停電検知ブレーキ），此時車速為154公里/小時
- 23時34分47.4秒，列車駕駛啟用緊急剎車，此時車速為152公里/小時
- 23時35分18.6秒，列車完全停止，停止位置為東京起284.155公里[註釋 4]
- 23時36分32.6秒，主震發生，震央位於北緯37度41.8分、東経141度37.3分的海底，深度57公里，芮氏規模7.4，最大震度6強
- 23時37分05.6~17.8秒，主震震波到達事故現場，運轉状況記録装置斷續記錄到1~4公里/小時的車速（推定於此時脫軌）

調查發現，脫軌事故發生時，列車正處於臨時停車中，可能縮小了意外的規模；而脫軌的原因，則歸結於地震發生時，車輪在過程中浮起，而此時軌道出現橫移因而發生搖擺脫軌的情況；與此同時，轉向架上的空氣彈簧因為變形導致漏氣，近一步惡化了脫軌情況。
此外，所有車廂都有配備「翻倒防止装置」、「逸脱防止裝置」且在事故前都正常；之所以會有車廂出現傾側，是因為有車廂發生超過「逸脱防止裝置」的最大偏移量所致。在報告中建議修改列車排障器與「逸脱防止裝置」的設計，限制脫軌後車軸的偏移量。
在調查中還發現，部分列車車門在地震當下異常開啟，後於3月17日0時8分09秒前關閉。調查報告在分析中認為，這是因為脫軌時車速不足5公里/小時，從而解除了車門保護機制，車門電路的繼電器又在地震的衝擊下誤作動，導致車門開啟。0時7分05秒至0時9分間，駕駛曾操作電門、煞車手柄，推測此舉令繼電器復位使車門關閉。

## 影響
東北．上越．北陸新幹線在地震之後立即全部停駛。在路線檢查後，脫軌列車以外停在站外的列車於3月17日凌晨陸續行駛至車站下客。
3月17日，上越．北陸新幹線恢復正常行車，而東北新幹線那須塩原＝盛岡區間與山形新幹線受地震與本次事故影響中斷行車。直通東北新幹線往返東京的秋田新幹線與北海道新幹線則取消直通運行，分別行駛至盛岡和新青森折返。同日JR東日本在本事故相關的聲明中表示「難以在3月內讓全線恢復行車（3月中の全線運転再開は厳しい）」
最初預估東北新幹線要4月20日才能恢復全線行車，不過在4月5日，JR東日本宣布在4月14日全線再開。由於郡山=一之關路段需慢行，因此編排了臨時時刻表，保持平時80-90%的班次數，直至5月13日恢復地震前的時刻表。
| 東北新幹線 北海道新幹線 | 東京 那須塩原間 | 那須塩原 郡山間 | 郡山 福島間 | 福島 仙台間 | 仙台 一之關間 | 一之關 盛岡間       | 盛岡 新青森間                                | 新青森 新函館北斗間                          | =                              | =                              | =                              |
| 秋田新幹線              | 東京 那須塩原間 | 那須塩原 郡山間 | 郡山 福島間 | 福島 仙台間 | 仙台 一之關間 | 一之關 盛岡間       | =                                            | =                                            | 盛岡 秋田間                    | =                              | =                              |
| 山形新幹線              | 東京 那須塩原間 | 那須塩原 郡山間 | 郡山 福島間 | =           | =             | =                   | =                                            | =                                            | =                              | 福島 山形間                    | 山形 新間                      |
| ----------------------- | --------------- | --------------- | ----------- | ----------- | ------------- | ------------------- | -------------------------------------------- | -------------------------------------------- | ------------------------------ | ------------------------------ | ------------------------------ |
| 3月16日 以前            | 正常行駛        | 正常行駛        | 正常行駛    | 正常行駛    | 正常行駛      | 正常行駛            | 正常行駛                                     | 正常行駛                                     | 正常行駛                       | 正常行駛                       | 正常行駛                       |
| 3月17日                 | 減班行駛        | 停駛            | 停駛        | 停駛        | 停駛          | 停駛                | 減班行駛                                     | 減班行駛                                     | 臨時時刻表 折返運轉 (直通中止) | 停駛                           | 停駛                           |
| 3月18日 - 3月22日       | 臨時時刻表      | 停駛            | 停駛        | 停駛        | 停駛          | 停駛                | 臨時時刻表 折返運轉 （東北・北海道直通中止） | 臨時時刻表 折返運轉 （東北・北海道直通中止） | 臨時時刻表 折返運轉 (直通中止) | 臨時時刻表 折返運轉 (直通中止) | 臨時時刻表 折返運轉 (直通中止) |
| 3月22日 - 4月1日        | 臨時時刻表      | 臨時時刻表      | 停駛        | 停駛        | 停駛          | 臨時時刻表 折返運轉 | 臨時時刻表 折返運轉 （東北・北海道直通中止） | 臨時時刻表 折返運轉 （東北・北海道直通中止） | 臨時時刻表 折返運轉 (直通中止) | 臨時時刻表 折返運轉 (直通中止) | 臨時時刻表 折返運轉 (直通中止) |
| 4月2日 - 4月3日         | 臨時時刻表      | 臨時時刻表      | 臨時時刻表  | 停駛        | 停駛          | 臨時時刻表 折返運轉 | 臨時時刻表 折返運轉 （東北・北海道直通中止） | 臨時時刻表 折返運轉 （東北・北海道直通中止） | 臨時時刻表 折返運轉 (直通中止) | 臨時時刻表                     | 臨時時刻表                     |
| 4月4日 - 4月12日        | 臨時時刻表      | 臨時時刻表      | 臨時時刻表  | 停駛        | 臨時時刻表    | 臨時時刻表          | 臨時時刻表                                   | 臨時時刻表                                   | 臨時時刻表                     | 臨時時刻表                     | 臨時時刻表                     |
| 4月14日 - 5月12日       | 臨時時刻表      | 臨時時刻表      | 臨時時刻表  | 臨時時刻表  | 臨時時刻表    | 臨時時刻表          | 臨時時刻表                                   | 臨時時刻表                                   | 臨時時刻表                     | 臨時時刻表                     | 臨時時刻表                     |
| 5月13日 之後            | 正常行駛        | 正常行駛        | 正常行駛    | 正常行駛    | 正常行駛      | 正常行駛            | 正常行駛                                     | 正常行駛                                     | 正常行駛                       | 正常行駛                       | 正常行駛                       |

## 事故列車處置
3月20日開始，脫軌列車車廂在緊急處理後分批轉移至白石藏王站，不久再由其他列車牽引至仙台車輛中心。移除脫軌車廂的工作持續至4月2日完成。
涉事的H5系H2編組與E6系Z9編組儘管車體保持完整，仍在車內外發現嚴重損傷，因此全數報廢除籍。
H5系的所有權是JR北海道的，雖然事故發生的路段由JR東日本營運，JR北海道最後承擔了該列車報廢的全部損失。
共有9節車廂在報廢後被轉做訓練用途。H5系的1、2、3、8、9、10號車被送回配屬的函館新幹線綜合車輛所成為暱稱「H296ふくろう」的訓練用車。E6系的15、16、17號車保留在仙台車輛中心改造成訓練設施「TEC-BASE（テックベース）」。

## 相關事項
- 2022年福島地震
- 上越新幹線出軌事故
- JR京濱東北線脫軌事故
- 東日本大地震災害對鐵道的影響（日语：東日本大震災による鉄道への影響）